# Diuris aurea
Diuris aurea är en orkidéart som beskrevs av James Edward Smith. Diuris aurea ingår i släktet Diuris och familjen orkidéer. Inga underarter finns listade i Catalogue of Life.